# 米格爾湖
米格尔湖（德語：Müggelsee，德語發音：[ˈmʏɡl̩ˌzeː] ⓘ）是德国柏林特雷普托-克珀尼克区的一个湖泊，位于柏林东南角，是柏林最大的湖泊，面积为7.4平方千米。该湖泊又被称为大米格尔湖，与其东侧面积仅15公顷的小米格尔湖相区分。

## 地理
米格尔湖位于柏林特雷普托-克珀尼克区，由该区的三个下属区分管：湖泊南部归属克珀尼克，面积最大；西北部归属腓特烈斯哈根；东北角和小米格尔湖归属兰斯多夫。另一下属区米格尔海姆虽未占有该湖泊水域，但通过小米格尔湖南岸与湖泊相接。
米格尔湖面积为7.4平方千米，最长处4.3千米，最宽处2.6千米，最深处8米。湖泊和南岸高达115米的米格尔山都形成于更新世。小米格尔山上的米格尔塔建于1961年，在塔顶可俯瞰湖泊和周边森林，最远能看到柏林的城市剪影。
施普雷河穿湖而过。托伊弗尔湖位于该湖泊南部750米。

## 历史
1928年9月，米格尔湖畔的露天浴场设施失火烧毁。1930年，米格尔湖沙滩浴场在建筑师马丁·瓦格纳和弗里德里希·亨宁斯的规划之下建立。
1932年5月24日，当时世界上最大的飞机Do-X飞艇在飞行了两年，穿越了欧洲和南北美之后降落在米格尔湖上。
20世纪初，米格尔湖吸引了恩斯特·奥普勒、恩斯特·路德维希·克尔希纳、瓦尔特·莱斯蒂科等众多画家前来采风。

## 旅游
米格尔湖是柏林东部著名的休闲游览胜地，2009年就有十万人次前往湖畔的沙滩浴场。

## 相关
- 2013年12月，根据行星体系命名法，土卫六上一片无名湖泊状区域被命名为“米格尔湖”（Müggel Lacus）[3]。
- 2013年，德国喜剧电影《米格尔湖畔的鲨鱼警报（德语：Hai-Alarm am Müggelsee）》上映。影片发生在湖畔的腓特烈斯哈根，剧情围绕一条可能存在于湖中的鲨鱼。
- 腓特烈斯哈根施普雷河隧道（德语：Spreetunnel Friedrichshagen）位于湖泊西北角，施普雷河流出湖泊的位置，连通腓特烈斯哈根与克珀尼克。